# Plangiopsis foraminata
Plangiopsis foraminata är en insektsart som beskrevs av Karsch 1891. Plangiopsis foraminata ingår i släktet Plangiopsis och familjen vårtbitare. Inga underarter finns listade i Catalogue of Life.